# Proteomics Identifications Database
Il PRIDE (PRoteomics IDEntifications database, in italiano: Base di dati per le identificazioni proteomiche) è un deposito di dati pubblici di spettrometria di massa basato su dati di proteomica, ed è mantenuto dall'Istituto europeo di bioinformatica come parte de Proteomics Services Team (Squadra di servizi di proteomica).
PRIDE memorizza tre diverse tipologie di informazione: identificazioni di peptidi e proteine derivate da esperimenti con spettrometria di massa, spettri di massa come lista di picchi, e ogni metadato associato.
Le sequenze peptidiche potrebbero essere mantenute come parte di identificazioni.
Dal settembre 2010, PRIDE contiene più di 13.000 esperimenti, 4 milioni di identificazioni di proteine, 20 milioni di identificazioni di peptidi e più di 104 milioni di spettri. Un insieme di dati (dataset) tipico di PRIDE contiene più di un esperimento.
Molte altre basi di dati di proteomica sono state create in passato come GPMDB, PeptideAtlas, Proteinpedia e la NCBI Peptidome.
Insieme con NCBI Peptidome, il PRIDE costituisce un deposito di dati strutturato che memorizza i dati sperimentali originali dei ricercatori e non assumono alcun controllo editoriale sui dati inseriti.
NCBI Peptidome fu attivo con discontinuità e tutti i suoi dati sono stati trasferiti al PRIDE.